# Manaus-Ponta Pelada flygplats
Manaus-Ponta Pelada flygplats är en militär flygplats i Manaus i Amazonas i Brasilien.
Flygplatsen ligger 81 meter över havet.
Terrängen runt flygplatsen är huvudsakligen platt. Flygplatsen ligger uppe på en höjd. Runt flygplatsen är det ganska tätbefolkat, med 129 invånare per kvadratkilometer.. Närmaste större samhälle är Manaus, 6,5 km nordväst om flygplatsen.
Runt flygplatsen är det i huvudsak tätbebyggt.